# Chelifera precabunda
Chelifera precabunda är en tvåvingeart som beskrevs av Collin 1961. Chelifera precabunda ingår i släktet Chelifera och familjen dansflugor. Inga underarter finns listade i Catalogue of Life.